# Nagykőrös
Nagykőrös é uma cidade da Hungria, situada no condado de Peste. Tem 227,94 km² de área e sua população em 2019 foi estimada em 23.605 habitantes.